# Alfred Newton
Alfred Newton   (Les Délices, 11 de juny de 1829 - Magdalene College, 7 de juny de 1907) FRS va ser un zoòleg i ornitòleg anglès. Professor d'Anatomia Comparada a la Universitat de Cambridge de 1866 a 1907. Entre les seves nombroses publicacions nombroses destaca el Diccionari d'Ocells en quatre volums quatre volums (1893–6), entrades sobre ornitologia a l'Encyclopædia Britannica (9a edició) mentre que també va ser editor de la revista Ibis de 1865 a 1870. El 1900 se li va atorgat la Royal Medal de la Royal Society i la Gold Medal de la Linnaean Society.

## Biografia
Alfred Newton va ser el cinquè fill de William Newton d'Elveden Sala de Suffolk, i Jutge de Pau per al Comtat de Norfolk. La mare d'Alfred, Elisabeth (1789-1843) era filla de Richard Slater Milnes de Fryston (diputat per York). La riquesa de la família es fonamentava en les plantacions de sucre al Carib, on l'avi d'Alfred, Samuel Newton, tenia una plantació de canya de sucre en St Kittsl, i d'una propietat a St Croix (ambdues a les Antilles). Amb l'abolició de l'esclavitud, l'època daurada de sucre es va acabar, i William les va vendre i va tornar a Anglaterra, comprant una propietat a Elveden, prop de Thetford del Comte de Albermarle. Elveden (a vegades pronunciat com 'Eldon' i, sovint, mal escrit com a "Elvedon") era una finca construïda el 1770 per l'Almirall August Keppel (Lord Keppel) al territori en que James II havia practicat la caça. Després d'haver passat per les mans dels Newton, Elveden Hall va ser adquirida pel Príncep Duleep Singh el 1863, exiliat governant Sikh i darrer Maharajah de Lahore, i més tard per la família Guinness (Comte de Iveagh).
Dins 1828 la família de Newton al complet, amb nens i criats, va fer un llarg viatge per Itàlia. En aquest viatge va néixer Alfred l'11 de juny de 1829 a Les Délices, un castell prop de Ginebra que havia estat propietat de Voltaire. Alfred va tenir una infantesa vital, però va patir un accident quan aproximadament tenia cinc o sis anys, que li va deixar una mica coix dins una cama. Va anar a l'escola de Walker a Stetchworth prop Newmarket, el 1844 on capturava ocells en gàbies i vigilava altres animals a una edat força jove.
Igual que Charles Darwin, de jove va passar el seu temps disparant a ocells com el gall de cua forcada, o gall fer vermell, faisà comú, la perdiu – fet que li va despertar el seu interès vers aquestes espècies. A diferència de Darwin, però, l'interès de Newton es va quedar amb aus, algunes de les quals eren poc freqüents. En el seu camp d'estudi s'incloïa el Pioc salvatge (Otis tarda), l'Esparver cendrós (Circ pygargus), corbs, passarell (Buteo sp.), Jynx, els quals són petits pícids que especialitzen alimentant-se de formigues. Els laberints de 'Breck', amb els boscos i les praderies inundades de la vall de Little Ouse, i la veïna Fenland van fer un camp d'entrenament ideal per a un naturalista. Aquest entusiasme el compartiria amb el seu germà més jove Edward.
Dins 1846 va anar com a tutor en Biggleswade per uns quants mesos, i el 1848 entraria al Magdalene College, Cambridge com a pensionat o treballador. Dins argot de Cambridge, això significava que com a estudiant pagava tant pels seus estudis com l'allotjament. Newton va graduar BA el 1853. Va especialitzar-se en zoologia, la qual cosa li va permetre i conèixer a molts ornitòlegs del temps. Una trobada amb John Wolley a Cambridge el 1851 els va fer amics de per vida. Va passar la resta de la seva vida a Magdalene, i mai es va casar. Una caiguda més endavant, quan estava en un viatge a l'illa de Heligoland, el va paralitzar més, dirigint-se amb l'ajuda de bastons en el lloc on havia estant anteriorment. "D'un tres-cames he esdevingut un quatre-cames" va comentar un amic.
Va morir el 7 de juny de 1940 d'un atac de cor a la Old Lodege de la Magdalene. Va ser enterrat a la cementiri de la Parròquia de l'Ascensió a Cambridge.

## Carrera
Dins 1853 va ser guardonat amb el Drury Traveling Fellowship del Magdalene College però ell el va agafar cap el 1855, quan quan la beca a què optava estava disponible. Entre 1855 i 1864 va visitar moltes parts del món, incloent Lapland, Islàndia, Spitsbergen, les Índies De l'oest i Amèrica del Nord. En 1858 va fer un viatge a Islàndia amb John Wolley amb l'esperança de tornar a descobrir el gran gavot. Poc després del seu retorn Wolley va morir, i al suggeriment de P.L. Sclater, Newton va escriure les notes de Wolley i catalogà la seva col·lecció a Ootheca Wolleyana, el qual va ser publicada en quatre volums entre 1864 a 1907. El 1866 es va convertir en el primer professor de Zoologia i Anatomia Comparada a Cambridge, una posició que va mantenir fins a la seva mort. El seu retrat encara es conserva a la biblioteca del Departament de Zoologia de la Universitat. Newton també va ser un editor fundador del Journal of Anatomy and Physiology el 1867. Va ser un dels pocs professors britànics de Zoologia del seu temps on Huxley no va tenir controlats. Tant Darwin i Huxley es van negar a donar suport la seva candidatura, amb l'argument que els seus interessos i publicacions es van centrar massa en ornitologia. Newton va ser un dels primers zoòlegs per acceptar i defensar els punts de vista de Charles Darwin, i els seus primers cursos de conferències com a professor s'hi incorporava matèries com l'evolució i la zoogeografia.
Newton va ser un dirigent en la fundació de la British Ornithologist's Union el 1858, i de la seva revista trimestral, Ibis el 1859. Va escriure diferents llibres entre els quals, Zoology (1872) i un Dictionary of Birds (1893–1896). Va contribuir a les memòries de diferents societats científiques, i va editar la publicació Ibis entre 1865–1870, el Zoological Record entre 1870–1872, i Yarrell British Birds de 1871 a 1882. Els seus serveis a l'ornitologia i la zoogeografia van ser reconeguts per la Royal Socidety el 1900, quan se li va atorgar la Royal Medal.
Newton va passar algun temps estudiant la migració d'aus a les Mascarene Illes, d'on el seu germà Edward Newton li va enviar algunes espècimens. Entre aquestes s'incloïen el dodo de Maurici i el solitari de Rodrigues, ambdós ja extints. El 1872 va descriure el que ara es coneix com a periquito de newton que va viure en Rodrigues abans de d'extingir-se el 1875.

### Conservació d'aus
L'interès del Newton per les espècies d'aus extintes com el dodo, gran alca i pioc salvatge el va portar a treballar en pro de la protecció de les aus. Va influir en la legislació de Sea Birds Preservation Act de 1869. Newton va ser un destacat membre de la Society for the Protection of Birds (coneguda el 1903 com a RSPB) des de la seva creació el 1889, i amb la seva participació activa en una campanya per influir a les dones contra la moda d'adornar els seus barrets amb les plomes de rapinyaires i altres ocells ornamentals. Les seves cartes a The Times, dirigides a les reunions científiques de la British Association for the Advancement of Science van ser regularment reimpreses com a pamflets per la Societat.[4] Newton va determinar que l'extinció de la causa per l'acció humana era diferent de l'extinció com a resultat de processos naturals, incloent l'evolució. Va fer esforços per aclarir que les seves motivacions per conservació eren científiques i que aquestes eren diferents als moviments més primerencs contra vivisecció i crueltat animal.
Un dels seus treballs mes reeixits va ser una sèrie d'investigacions sobre la Desirability of establishing a 'Close-time' for the preservation of indigenous animals (Conveniència per establir un temps limitat per a la conservació d'animals autòctons). Aquestes van ser promoguts i publicats per la British Association entre 1872 i 1903, que conduirien a la legislació actual relativa a les vedes per a la pesca esportiva, crustacis, aus i mamífers (lleis de caça). El concepte bàsic, com és ben sabut, era la protecció dels animals durant la seva època de reproducció per tal d'evitar les accions que poguessin conduir al punt de la seva extinció.[22]
El Cambridge Museum of Zoology, conté una quantitat significativa de material de Newton, incloent els espècimens que van ser recollits a Madagascar, Polinèsia, Amèrica del Sud i el Carib, com ous, llibres i correspondència.

## Recepció de l'Origen de les Espècies
La correspondència del Newton dona una idea íntima de com es va trobar amb la idea transcendental de l'evolució per mitjà de la selecció natural:
Pocs dies després del meu retorn a casa em van arribar alguns números del Journal of the Linnean Society que portaven a la seva coberta la data de 20 d'agost de 1858, i conté els documents de Darwin i Wallace, el qual es van comunicar a aquella Societat en període extraordinari a principis del juliol anterior ... Em vaig llevar tard aquella nit per llegir-los i mai oblidaré la impressió en van causar. En aquest document es contenia una solució perfectament simple de totes les dificultats que m'havien estat preocupant des de feia mesos ... Sóc lliure de confessar que en la meva alegria no tenia llavors la percepció que ... d'altres dificultats sorgirien ben aviat ... Però vaig estar convençut un vera causa [causa certa] havia estat trobada... I mai he dubtat ni per un moment, llavors ni després, que teníem un dels descobriments més grans de l'època, un descobriment encara més gran, perquè era tan senzill.
Només quatre dies després de la publicació del famós document el 1858, i un dia després que el va llegir, Newton va començat a aplicar la idea Darwin i Wallace a diversos problemes dins l'ornitologia. Newton no va veure teoria evolutiva com un conflicte amb la seva religió. Va mantenir una regular assistència a l'església i defensant punts de vista profundament conservadors. La teoria evolutiva era, per ell, aplicable fora dels d'éssers humans.

### El debat de la British Association d'Oxford el 1860
La reunió annual de la British Association celebrada el1860 al Museu Universitari d'Oxford, va ser el lloc d'un dels debats públics més importants de la biologia del segle xix. Newton hi era present i va deixar una participació que el seu germà Edward va poder escriure. El debat famós entre Huxley i Wilberforce va tenir lloc el dissabte 30 de juny 1860 i en el seu escrit Newton exposa:
A la Secció de la Nat. Hist. vam tenir un altre calent debat darwinià... Després de [llargs preliminars] Huxley va ser cridat per Henslow a exposar els seus punts de vista amb mes detall, i això va fer pujar la pressió del Bisbe d'Oxford... Referint al que Huxley havia dit dos dies abans que, aproximadament després de tot el que havia dit sobre la descendència d'un Goril·la o no, el Bisbe el va l'irrita i li va pregunta si tenia una preferència per la descendència del costat del pare o de la mare ? Això va donar Huxley l'oportunitat de dir que més aviat reclamaria el parentiu d'una granota que amb un home com el bisbe. Qui va fer un tan mal ús de la seva intervenció va ser Burke, per indicació de l'autoritat, amb una discussió lliure sobre el que era o no era, en sentit verdader, i recordant qüestions sobre l'autoritat de la ciències físiques sempre havien estat atropellat per la investigació, com els testimonis de l'astronomia i la geologia.

A continuació es van agafar les declaracions del Bisbe i va mostrar com eren de contràries als fets, i com no sabia res de quin havia estat es discurs precedent. Molta gent va parlar després ...Però la sensació de l'audiència estava molt en contra del Bisbe.[26]
Una carta, datada el 25 juliol 1860, proporciona un resum del debat.[27]

### El debat de la British Association de Cambridge el 1862
Newton també va estar present a la reunió de la British Association de Cambridge dos anys més tard. Des de 1857 quan Richard Owen va presentar (a la Linnean Society) el seu punt de vista que l'home va ser marcat fora de tots els altres mamífers per posseir característiques del cervell estranyes al gènere Homo, Huxley hi havia aproximat les seves posicions. La qüestió es va debatre a la British Association en el 1860 i el 1861 (Manchester). A la reunió de 1862 reunió de Cambridge Huxley va organitzar per tal que el seu amic William Flower donés una dissertació pública per mostrar que les mateixes estructures eren de fet presents, no només en simis, sinó també en els micos. Flower es va posar dret i va dir: "Resulta que tinc a la butxaca el cervell d'una mona" " — i va produir l'efecte desitjat ! (Informe en el Times). En una carta al seu germà Newton escrivia:
Hi hi va haver una gran picabaralla de nou entre entre Owen i Huxley, l'anterior lluitant contra fets amb una devoció digna d'una causa millor. Aquest últim ara s'ho pren amb calma, i es riu sobre tot, però Flower i Rolleston son massa per ell. No hi ha dubte que és molt irritant quan Owen no tindrà la més mínima nota de tot el que han fet i provat, i Owen ho fa tot d'una manera tan feliç, que gairebé porta a la condemna dels qui saben que absolutament no tenen res a fer.

## Llista parcial de publicacions
- Newton, A. «On the zoology of ancient Europe». Cambridge Philosophical Society, 1862.
- Newton, A. «On the zoology of ancient Europe». Cambridge Philosophical Society, 1862.
- Newton A. (1864–1907), Ootheca Wolleyana: 1. An illustrated catalogue of the collection of birds' eggs formed by the late John Wolley 2. Eggs of the native birds of Britain and list of British birds, past and present. La primera part fou publicada l'any 1864; No va ser fins al 1902 que Newton va poder reprendre l'obra i les següents parts van aparèixer el 1902, 1905 i 1907. L'obra està il·lustrada amb planxes litogràfiques en color i amb il·lustracions en blanc i negre. Els artistes inclouen Newton, Balcomb, Grönvold, M. Hanhart, J. Jury i Joseph Wolf. L'11a edició de l'Encyclopædia Britannica comenta: "[Això] va ser una ampliació dels nombrosos articles sobre ocells que va contribuir a la 9a edició de l'Encyclopædia Britannica"[10]
- Newton, A.; Newton, E. «On the osteology of the Solitaire or Didine bird of the Island of Rodriguez». Proceedings of the Royal Society, 103, 1868, p. 428–433.
- «On a Method of Registering Natural History Observations». Transactions of the Norfolk and Norwich Naturalists' Society, 1871, p. 24–32, plates.
- Newton, A. Manual of Zoology.  Londres: SPCK, 1874.
- Newton, A.; Parker, W.K.. Encyclopædia Britannica 9th Edition, 1875. «Birds»
- Newton, A. «The dodo». A: Encyclopædia Britannica 9th Edition, 1877.
- Newton, A.; Newton, E. «List of the Birds of Jamaica». A: Handbook of Jamaica.  Government printing and stationery establishment, 1880.
- Newton, A. Report on the practicability of establishing a 'Close Time' for the protection of indigenous animals, by a Committee appointed by the British Association, 1869–1880, 1880.
- Newton, A. «The Wild Birds' Protection Act 1880, with explanatory notes. London (Field Office) 1880». Quarterly Review, 151, 301: January 1881, 1881, p. 100.
- Newton, A. Encyclopædia Britannica 9th Edition, 1884. «Ornithology»
- Newton, Alfred «Early days of Darwinism». Macmillan's Magazine, 57, febrer 1888, 1888, p. 241–249.